# Xbox World 360
Az Xbox World 360 egy brit Xbox és Xbox 360 játékkonzolokkal foglalkozó magazin, amit a Future Publishing ad ki.

## Története
Az Xbox World 360-at Xbox World-ként alapították, és az első lapszáma 2003 elején; több mint egy évvel az Xbox kiadása után jelent meg. A Computec Media adta ki, kezdetekben Pat Garratt volt a szerkesztője (jelenleg a Eurogamer-nél dolgozik) és Tony Horgan volt a felelős szerkesztője.
Az Xbox World-öt a testvérlapjával; a PlayStation World-el együtt 2003 végén felvásárolta a Future Publishing. Az újság legtöbb szerkesztője kilépett amikor annak székhelyét Londonból Bathba költöztették. Az első Future által kiadott Xbox World szerkesztője Lee Hall volt.
2005 szeptemberében az Xbox World-öt Xbox World 360 néven újraindították Tim Weaver szerkesztő irányítása alatt. Az újság achievement listákat, tippeket és csaló kódokat tartalmaz, valamint mellékelnek hozzá végigjátszásokat tartalmazó könyveket és dupla oldalú négy órás lemezeket, amiknek egy DVD, valamint egy HD oldala van, amit az Xbox 360-on lehet megjeleníteni.

## Külső hivatkozások
- Az Xbox World 360 hivatalos weblapja (angolul)